# Grube Jägersfreude
Die Grube Jägersfreude ist ein ehemaliges Steinkohlebergwerk im Stadtteil Jägersfreude in Saarbrücken. Sie wird den sog. Eisenbahngruben zugerechnet.

## Geschichte
1718 legte der Unternehmer Johannes Bregenzer im Südwesten Jägersfreudes eine Eisenschmelze an. Um 1750 wurde die ehemalige Schmelze in ein Hammerwerk umgebaut, in dem Schwarzblech hergestellt wurde. Die erforderlichen Kohlen werden im Stollenabbau gewonnen. Mit der Französischen Revolution wurde der Abbau eingestellt und das Hammerwerk stillgelegt. Gegen Ende des 18. Jahrhunderts wurde aus dem Hammerwerk eine Schamotte-Fabrik. Der erforderliche Tonstein wurde ab 1809 aus der eigenen Grube im Stollenbau bezogen. 1815 arbeiteten 40 Bergleute in Jägersfreude.
Der industrielle Steinkohleabbau in der Grube Jägersfreude begann 1856 mit dem Abteufen der ersten beiden Tiefbauschächte (Schacht I bis 95 Meter, Schacht II bis in 140 Meter Tiefe). 1906 wurde ein weiterer Schacht errichtet, das Abbaufeld stark erweitert und ein Anschluss an die Eisenbahnstrecke Saarbrücken—Neunkirchen eingerichtet. 1914 arbeiteten 1800 Menschen in der Grube. 1920 wurde ein weiterer Schacht angelegt. In der Folgezeit gehörte die Grube zu den größten des Saarlandes, die Tagesanlage wurde erheblich ausgebaut und modernisiert. 1921 wurde Schacht I stillgelegt und verfüllt, Schacht Jägersfreude II wurde 1931 außer Betrieb genommen und 1943 verfüllt. 1968 wurde mit der Schaffung der Verbundanlage Luisenthal-Jägersfreude-Camphausen die Förderung eingestellt, die Schächte dienten dann der Grube Camphausen als Seilfahrts- und Frischwetterschacht. Die Anlage hatte zuletzt  4700 t Kohle pro Tag gefördert und eine Belegschaft von 2900 Bergleuten. 1988 wurden die Fördergerüste an den Schächten III und IV abgerissen und die Schächte verfüllt. Ein Großteil der Gebäude wurde anschließend von der Saarbergwerke AG als Hydraulikwerkstatt und Magazin genutzt.
2010 erwarb die Stadt Saarbrücken das Gelände mit den erhaltenen Tagesanlagen von der RAG und ließ den Großteil der ehemaligen Tagesanlagen der Grube Jägersfreude abreißen. Stehen blieben durften nur das unter Denkmalschutz stehende Zechengebäude sowie das von SaarMontan genutzte Pförtner- und Kantinengebäude. Auf dem Gelände soll ein Technologiestandort entstehen.
Teile des Gebäudeensembles stehen unter Denkmalschutz.

## Halde Pfeifershofweg
Die Halde Pfeifershofweg befindet sich zwischen dem Pfeifershofweg und den Schienen der Nahetalbahn in Jägersfreude. Bei ihr handelt es sich um eine Hangböschungs-Halde, auf deren Plateau sich ein Absinkweiher befand. In dem Weiher fand man die Gewöhnliche Armleuchteralge. Er wurde jedoch nach der Stilllegung der Grube trockengelegt.
Im Jahr 2014 wurde die Halde für ihre Eignung als Photovoltaikfläche untersucht. Dabei wurde ein grundsätzliches Potential festgestellt. In einer Abstimmung durch die Fachkonferenz des Regionalverbandes entfiel sie jedoch als potentielle Photovoltaikfläche auf Grund eines anderen Entwicklungsziels.

## Halde Grühlingstraße
An der Bundesautobahn 623 befindet sich die Bergehalde Grühlingstraße. Sie ist vom Typ der Spitzkegelhalden.
Nachdem die Kapazitäten der Bergeschüttung Pfeifershofweg der Grube Jägersfreude erschöpft waren, wurde die Halde 1957 im damaligen Auenbereich des Sulzbachs in Betrieb gesetzt. Abtransportiert wurde das Bergematerial von der Aufbereitung der Grube aus zu der Halde über Transportbänder, welche eine Breite von 80 Zentimetern hatten und sich über 545 Meter in der Länge erstreckten. Dabei wurden die Transportbänder über zwei Brücken geleitet. Vor der Halde befand sich ein Zwischenbunker, wo das Material gelagert wurde. Von ihr führte ein Schrägaufzug mit Kippwägen auf die Halde.
Im Jahr 1962 wurde der Betrieb der Halde auf Vollversatz umgestellt. 1964 erreichte sie mit 1,5 Millionen Kubikmetern auf einer Grundfläche von 10 Hektar ihr größtes Volumen. Die natürliche Landschaft überragte sie dabei mit 65 Metern. Im selben Jahr wurden die Transporte zur Halde dann eingestellt. Anschließend wurde auch die Rückgewinnung eingeleitet. Dabei wurden täglich bis zu 1.000 Kubikmeter rückgebaut. Als im Jahr 1968 die Grube stillgelegt wurde, wurde auch die Rückgewinnung eingestellt.

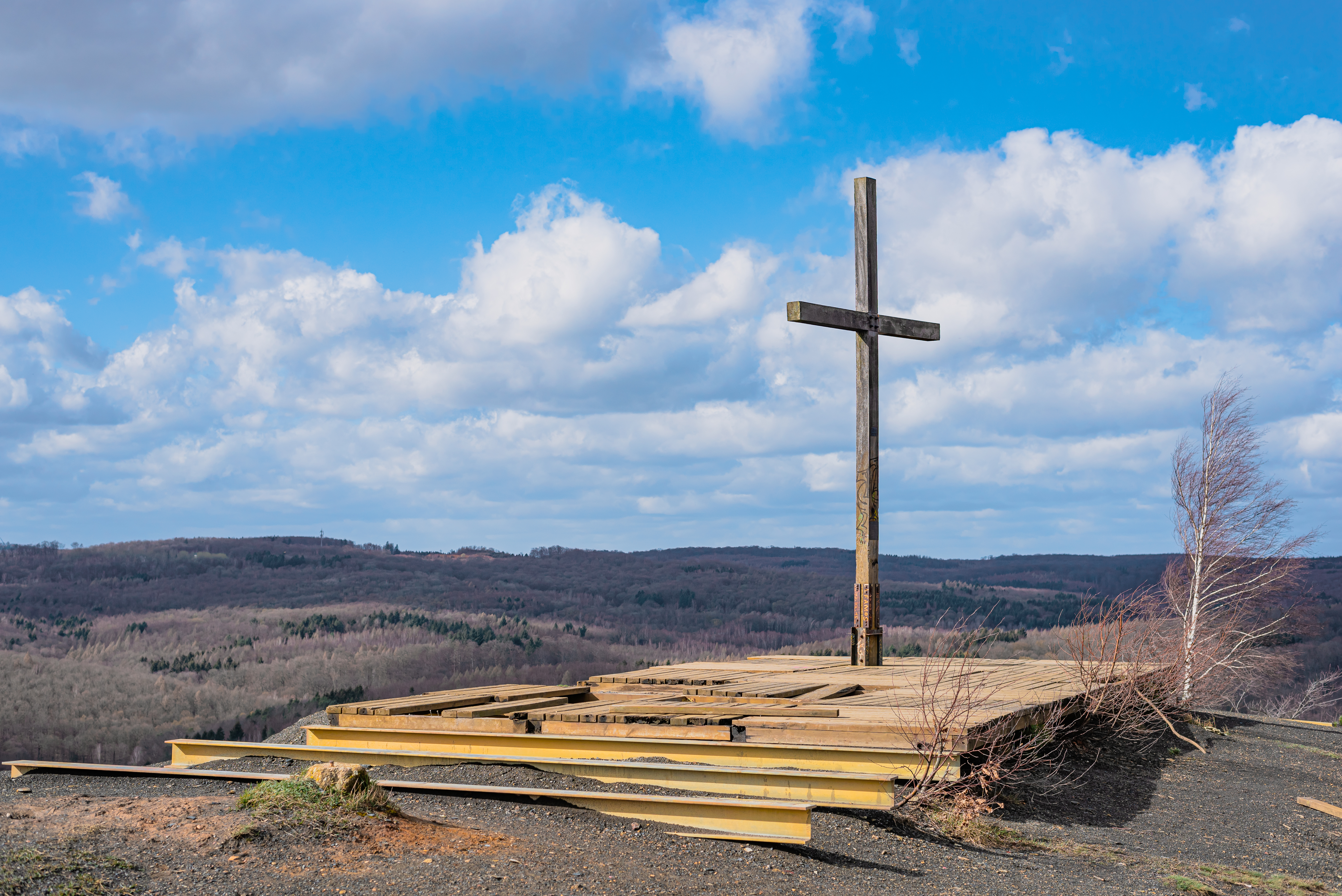
Der Gipfel der Halde Grühlingstraße mit Plattform und Kreuz.

1993 wurde der 325 m ü. NHN hohe Gipfel der Halde mit einem Gipfelkreuz versehen. Anschließend um das Jahr 2000 herum wurde im Rahmen des Projekts Regionalpark Saar der Haldenrundweg geschaffen, welche die Halde Grühlingsstraße mit anderen Halden verbindet, die rund um den Saarkohlewald angesiedelt sind. Im Zuge dessen wurde um das Gipfelkreuz herum ein Plateau angelegt. Und auf der ehemaligen Linie des Schrägaufzuges wurde der Literarische Gedankenaufstieg angelegt. Er besteht aus 14 Steinstufen, auf denen Teile des Gedichts Die Kinder der Toten von Elfriede Jelinek eingraviert sind.